# Yoshio Nishina
Nishina Yoshio (仁科芳雄), född 6 december 1890, död 10 januari 1951, var en japansk fysiker. Han har namn om sig som den japanska kärnfysikens fader. Han arbetade under större delen 1920-talet hos Niels Bohr i Köpenhamn.
Tillsammans med svensken Oskar Klein härledde han Klein-Nishinas formel för hur fotoner sprids mot fria elektroner.
Han var forskare på RIKEN och mentor åt många fysisker, bland andra nobelpristagarna Hideki Yukawa och Sin-Itiro Tomonaga. Under andra världskriget förestod han Japans kärnvapenprogram. Kratern Nishina på månen är uppkallad efter honom.